# アドリアーナ・カヴァレーロ
アドリアーナ・カヴァレーロ（Adriana Cavarero, 1947年 - ）は、イタリアの政治哲学者。ヴェローナ大学教授（政治哲学）。ニューヨーク大学の客員教授でもある。ピエモンテ州ブラ出身。
カヴァレーロは、古代から現代における哲学の研究、とりわけハンナ・アーレントの研究を通してその思想を形成しており、「ジェンダー」「セクシュアリティ」あるいは「身体」「語り」が、アイデンティティや主体の形成にどう作用するのかを考察している。

## 著作
- 『書物のあいだで――プラトンにおける政治的弁証法』　Fra i libri: Dialettica politica in Platone (1974)
- 『パルメニデスのヘーゲル的解釈』　L'interpretazione hegeliana di Pamenide((1984)
- 『プラトンにもかかわらず』　Nonostante Platone (1990)
- 『フィギュールのなかの身体』　Corpo in figure (1995)
- 『わたしを見るあなた、わたしに語るあなた』　Tu che mi guardi, tu che mi racconti (1997)
- 『もっと多くの声で――声による表現の哲学』　A più voci. Filosofia dell'espressione vocale (2003)